# Timeliopsis
Timeliopsis là một chi chim trong họ Meliphagidae.